# Carmelo Vergnano
Carmelo Vergnano (fl. XX secolo) è stato un calciatore italiano, di ruolo centrocampista.

## Carriera
Con il Pastore Torino disputa 17 gare nel campionato di Prima Divisione 1922-1923.